# Marcos Gasco Arrobas
Marcos Antonio Gasco Arrobas (Llama, Cajamarca 27 de marzo de 1972) es un economista y político peruano. Fue alcalde de la ciudad de Chiclayo desde enero del 2019 hasta diciembre del 2022, siendo elegido en las elecciones municipales del 2018.Viene siendo investigado tras ser sindicado por presuntos actos de corrupción durante su gestión como alcalde como el caso "Veolia".

## Biografía
Marcos Gasco nació en Llama, ciudad ubicada en la provincia de Chota del departamento de Cajamarca en Perú, el 27 de marzo de 1972. Es hijo del excongresista Luis Gasco Bravo y de Elba Arrobas Vílchez.
Hizo sus estudió universitarios de Economía en la Universidad Ricardo Palma entre 1990 y 1995. Labora en el sector privado como director Caja Sipán y gerente en Grupo Vallenorte desde 1995. En el sector público fue presidente del directorio de AgroBanco entre el 2010 y 2011.

## Carrera política
En el año 2014 postuló por el Partido Aprista Peruano en las elecciones municipales para la alcaldía de la provincia de Chiclayo en Lambayeque. Sin embargo, Gasco quedó en segundo lugar.

### Alcalde de Chiclayo
En las elecciones municipales del 2018, volvió a postular como invitado del partido político Podemos Perú y esta vez fue elegido como alcalde de Chiclayo para el periodo 2019-2022.
Durante su gestión como alcalde realizó diversas obras públicas en Chiclayo.
En febrero del 2019, Marcos Gasco fue elegido como vicepresidente de la Asociación de Municipalidades del Perú (AMPE), siendo el presidente el alcalde Álvaro Paz de la Barra. Posteriormente en marzo del 2022, Gasco terminó asumiendo la presidencia del AMPE tras la declinación de Paz de la Barra y se mantuvo en el cargo hasta el año 2023.

## Controversias
Viene siendo investigado junto con exfuncionarios ediles por la fiscalía anticorrupción de Lambayeque por presuntos actos de corrupción en perjuicio del estado en el denominado caso "Veolia" del año 2019, donde la contratación por el monto de S/ 1 millón 896 mil 750 generó un perjuicio económico de S/ 249 mil 750, de acuerdo a un informe del 2019 de la Contraloría General de la República (CGR) que evaluó aspectos relacionados a los costos fijados por la empresa Veolia y a la evaluación de los postores.
En junio del 2024 inició la etapa del juicio oral ante el décimo juzgado unipersonal de Chiclayo a cargo del magistrado Carlos Larios.A inicios del 2025 fue absuelto por fallo del juez Larios, siendo la decisión actualmente apelada por la fiscalía anticorrupción.
En diciembre del 2024, la fiscalía anticorrupción de Lambayeque formalizó otra investigación junto con 4 exfuncionarios municipales por negociación incompatible en perjuicio del estado ante el décimo juzgado por impulsar pagos indebidos durante su gestión.